# Саломея фон Берг
Саломея фон Берг-Шельклинген (1093, Дунайский округ — 3 августа 1144 или 1144, Ленчица, Лодзинское воеводство) — вторая супруга польского князя Болеслава III Кривоустого.

## Биография
Саломея была дочерью швабского графа Генриха из замка Берг близ Эингена (не путать с рейнским графством Берг) его женой Адельгейды фон Мохенталь (ум. 1125/27).
Брак сестры Саломеи Риксы с герцогом Владиславом I Чешским в 1110 году изменил статус относительного малоизвестного графа Генриха фон Берга на политической арене. Другая её сестра Софья в 1113 году вышла замуж за моравского члена династии Пршемысловичей — герцога Оту II Чёрного из Оломоуца.

### Брак
Польский правитель Болеслав III Кривоустый, после того как он начал расширять свои владения на Восточном Поморье, решил улучшить свои отношения с соседями. В 1114 году на большом съезде на пограничной реке Ныса-Клодзка собрались сам Болеслав III и богемские и моравские князья из рода Пршемысловичей: Владислав I, Ота II Чёрный и младший брат Владислава Собеслав I. Было решено, что овдовевший в 1112 году польский князь вступит во второй брак со швабской аристократкой Саломеей, сестрой княгинь Чехии и Оломоуца.
Брачные переговоры во главе с епископом Оттоном Бамбергским завершились успешно, и в период с марта по июль 1115 года состоялась свадьба Болеслава III и Саломеи фон Берг. К концу того же года новая княгиня родила сына по имени Лешек (ум. 1131), первого из двенадцати детей.
Саломея начала активно участвовать в польской политике от имени своих детей: она боялась, что в соответствии с принципом первородства её пасынок Владислав II, первенец Болеслава III от его брака с Сбыславой Святополковной, станет наследником своего отца как единоличный правитель, а её сыновья будут во власти своего старшего сводного брата. В 1125 году Пётр Власт был вынужден покинуть свой пост в польском воеводстве — вероятно, именно Саломея стояла за этой отставкой, поскольку считала, что он поддержит Владислава, а не её сыновей.

### Статут Болеслава Кривоустого
После смерти Болеслава в 1138 году вступил в силу Статут Болеслава Кривоустого. В соответствии с ним Польское государство подлежало разделу между сыновьями Болеслава III. Сеньориальный удел (или Краковское княжество) состоял из западной Малопольши, восточной Великопольши, западной Куявии и Серадзского княжества; также в состав этого удела впоследствии должны были войти земли вокруг Ленчицы, переданные в пожизненное владение Саломее как вдове Болеслава. Главой Сеньориального удела должен был стать старший сын Болеслава — Владислав II.

### Поздняя жизнь
Из своих владений в Ленчице ныне вдовствующая княгиня продолжила интриговать против своего пасынка великого князя Владислава II. Однако открытые военные действия начались только в 1141 году, когда Саломея, без ведома и согласия великого князя, начала делить Ленчицу между своими сыновьями. Кроме того, она попыталась расторгнуть брак своей младшей дочери Агнешки, чтобы найти подходящего союзника для своих сыновей. Наиболее подходящим кандидатом на роль зятя должен был стать Святослав Всеволодович, сын великого князя Киевского Всеволода Ольговича. Услышав известие о событиях в Ленчице, Владислав Ольгович воспользовался ситуацией: великий князь Киевский не только не нарушил все пакты с младшими князьями, но и устроил помолвку своей дочери Звениславы со старшим сыном Владислава Болеславом I Долговязым. Свадьба состоялась через год, в 1142 году.
Саломея умерла в своем особняке в Ленчице 27 июля 1144 года. В соответствии с завещанием Болеслава III, её провинция Ленчица была возвращена в сеньориальный удел. Неожиданно её заклятый враг Пётр Власт попытался вмешаться в конфликт между Владиславом II и его сводными братьями, однако в 1145 году великий князь взял усадьбу Власта, а затем ослепил и отрезал ему язык. В результате знать отвернулась от Владислава и стала поддерживать его сводных братьев. Владислав был свергнут, а старейший сын Саломеи Болеслав IV Кудрявый стал новым великим князем Польши в 1146 году.

## Потомство
1. Лешек (1115/1116–26 августа до 1131), вероятно, умер ещё в детстве[4][5].
2. Рыкса (1116–после 25 декабря 1155) в 1129 году отдана замуж за датского герцога Магнуса Сильного (будущего шведского конунга). После его смерти в 1134 году вернулась в Польшу, после чего была выдана замуж за Новгородского князя Владимира Всеволодовича (или Минского князя Володаря Глебовича[6]). После 1143 года замужем за Сверкером I Старшим, конунгом Швеции[7][8].
3. Дочь NN (1117/1122–после 1132[9][10]) была невестой или женой[11] Конрада фон Плёцкау, маркграфа Северной марки[9].
4. Казимир, называемый в историографии Старшим (1117/1122–19 октября 1131) умер в возрасте 9 лет[7][12][13].
5. Болеслав IV Кудрявый[14] (1121/1122–5 января 1173), князь Мазовии и Куявии (1138–1146), князь Краковский, Гнезненский, Калишский (1146–1173) и Сандомирский (1166–1173)[15]. В возрасте 12 лет сочетался браком с Верхуславой Всеволодовной[16][17].
6. Мешко III Старый (1122/1125–13/14 марта 1202), князь Великой Польши (1138–1202), князь Краковский (1173–1177, 1190, 1199–1202), Калишский (1173–1202), сюзерен Восточного Поморья (1173–1202), князь Куявский (1195–1198)[18]. Не позднее 1140 года женился на Эржебет-Гертруде Венгерской, дочери Белы II Слепого[16].
7. Гертруда (1126/1135–7 мая 1160), монахиня в монастыре Цвифальтена[19].
8. Генрих (ок. 1130[20]–18 октября 1166), князь Сандомирский (1146–1166)[21], при жизни отца не играл важную политическую роль, погиб в 1166 году в битве с Пруссами, не оставив потомства[16].
9. Добронега-Людгарда (1128/1135–после 1160), после смерти Болеслава выдана матерью замуж ок. 1141/1142 года[22] за Дитриха, маркграфа Нижне-Лужицкого[23], который вскоре с ней развёлся[16].
10. Юдита (1133–8 июля 1171/1175) первоначально должна была в 1136 году стать женой Гезы II, но брак не состоялся. В 1148 году вышла за Оттона I, маркграфа Бранденбурга[24][25].
11. Агнешка (1137–после 1182) ок. 1140/1141 года должна была стать женой одного из сыновей Всеволода Ольговича (брак предусматривался как гарантия союза детей Саломеи с русскими князьями против князя-принцепса Владислава II Изгнанника)[24], с 1149/1151 года замужем за Мстиславом II Изяславичем, князем Волынским и великим князем Киевским[26][27].
12. Казимир II Справедливый (1138–5 мая 1194), князь Вислицкий (1166–1173), Сандомирский (1173–1194) Краковский (1177–1194), Мазовецкий и Куявский (1186–1194)[28]. Считался ребёнком, родившимся после смерти отца[24].

Болеславу и Саломеи приписывались ещё две дочери: Аделаида и София. Современная наука это отрицает. Аделаида (ок. 1114–25 марта не позднее 1132) была женой Адальберта Благочестивого, сына Леопольда III, маркграфа Австрии. София (?–10 октября 1136), вероятно, была матерью Матфея, епископа Кракова.